# Butterfield Overland Mail Corridor
Le Butterfield Overland Mail Corridor est un district historique des comtés de Culberson et Hudspeth, dans l'ouest du Texas, aux États-Unis. Situé dans le parc national des Guadalupe Mountains et à sa bordure, il est inscrit au Registre national des lieux historiques depuis le 27 août 2014. Il comprend parmi ses propriétés contributrices l'ancien relais de diligence dit Pinery Station, lequel est inscrit au même registre depuis le 9 octobre 1974.